# Abou Hassan al-Ansari
Mohamed Ould Nouini, conocido como Abou Hassan al-Ansari, fue un yihadista maliense muerto el 14 de febrero de 2018 cerca de Tinzawatène . 

## Biografía
Abu Hassan al-Ansari era un árabe lamhar, originario de Tilemsi, en la región de Gao. Era primo de Ahmed al-Tilemsi, exlíder del Movimiento para la Unicidad y la Yihad en África Occidental (MUJAO), abatido por el ejército francés en diciembre de 2014   
Se sospecha que fue el principal instigador de los ataques de Uagadugú que dejaron 30 muertos en la capital de Burkina Faso el 15 de enero de 2016 y del de Grand-Bassam, en Costa de Marfil, que mató a 19 personas el 13 de marzo del mismo año.
Estaba considerado como el brazo derecho de Mojtar Belmojtar y el jefe de Al Murabitun en Mali.
Aparece en el video publicado el 2 de marzo de 2017 anunciando la fusión de los principales grupos yihadistas que operan en Malí para formar un solo grupo: el Grupo de Apoyo al Islam y los Musulmanes (GSIM), bajo el mando de Iyad Ag Ghali.
Abou Hassan al-Ansari fue abatido por el ejército francés el 14 de febrero de 2018 en el combate de Inaghalawass. El 3 de marzo de 2018, el Grupo de Apoyo al Islam y los Musulmanes anunció que dirigió el atentado en Uagadugú para vengar su muerte.